# Chiapas-Konflikt
Der Chiapas-Konflikt ist der aktuelle Aufstand des Ejército Zapatista de Liberación Nacional (EZLN), einer linksradikalen Bewegung, die zu den Zapatisten gehört, und sich gegen den mexikanischen Staat im dortigen Bundesstaat Chiapas richtet. Es handelt sich um einen Konflikt niedriger Intensität, der am 1. Januar 1994 begann.

## Ursachen
Eine Ursache ist die große Armut und die daraus resultierende Notlage der in Chiapas angesiedelten Mayas. Der Lebensstandard verschiedener Volksgruppierungen unterscheidet sich in Mexiko sehr stark und ist immer noch vom Kolonialismus geprägt. Als 1989 der Kaffeepreis dramatisch sank, verschlimmerte sich die Notlage der Ureinwohner frappierend. Zusätzlich ist die von rassistischen Motiven geprägte Diskriminierung der Indigenen in Hauptverantwortung zu nennen. Eine weitere Ursache war der Beitritt Mexikos zur NAFTA, womit ein für die indigene Bevölkerung nachteiliges Handelsabkommen einherging. Die Erzeugnisse der örtlichen Bauern wurden durch in Massenproduktion hergestellte billigere Importwaren aus den USA ersetzt. Eine weitere Ursache ist Enteignung von Land.
In Chiapas sind viele Menschen unterernährt; und dies trotz eines Reichtums an Rohstoffen und für landwirtschaftliche Produkte optimalen Klimabedingungen. Betroffen von der Hungerproblematik ist ausschließlich die mehrheitlich vorhandene indigene Bevölkerung.

## Hintergrund
Der überwiegende Anteil der Bevölkerung des Staates Chiapas lebt von der Landwirtschaft. Viele Indigene haben keine oder nur sehr geringe Schulbildung. Der überwiegende Anteil der indigenen Bevölkerung von Chiapas ist mayasprachig.
Die Selva Lacandona ist das Rückzugsgebiet der EZLN. Einer der fünf zapatistischen Verwaltungssitze ist La Garrucha (2008). Radio Insurgente ist der Sender der EZLN, der auf Spanisch und in indigenen Sprachen sendet. Dem EZLN geht es auch um den Kampf gegen Diskriminierung von Frauen. Der Anbau, Handel und Konsum von Drogen, inklusive Alkohol, ist in den zapatistisch kontrollierten Gebieten untersagt. Die EZLN setzt sich für die Selbstbestimmung der Bewohner der Selva Lacandona ein. Subcomandante Marcos und die EZLN sind gegen die zum Mainstream gehörende Partei der Demokratischen Revolution (PRD) ausgerichtet.
Im Vergleich mit anderen mexikanischen Bundesstaaten besteht in Chiapas eine erhöhte Militärpräsenz. Die chiapanekischen Staatsregierung duldete, dass eine paramilitärische Gruppe wiederholt zapatistische Gemeinden angriff.

## Entwicklung
Der Konflikt begann am 1. Januar 1994, an welchem der EZLN vier Städte besetzte, und der Regierung Mexikos den Krieg erklärte. Im selben Jahr beschloss die Regierung einen einseitigen Waffenstillstand. Bischof Samuel Ruiz wurde Vermittler. Die EZLN ließ ihre einzige Geisel, den ehemaligen Gouverneur von Chiapas Absalón Castellanos Domínguez, frei. 1995 jedoch startete das Militär Mexikos eine Offensive. Zumindest 1995 wurde Folter von der Regierungsseite angewendet. 2001 machten Zapatisten unter der Führung des Subcomandante Marcos einen Marsch von Chiapas nach Mexiko-Stadt. Im selben Jahr gab es einen Hungerstreik von Gefangenen. Am 1. Januar 2003 nahmen Zapatisten die Stadt San Cristóbal ein. Nichtregierungsorganisationen setzten sich für gewaltlosen Wandel ein.
Die Jesuiten Mexikos erklärten im Januar 1994:

„Die Gewalt, die den Verlust von Menschenleben verschuldet, verstößt gegen den Ratschluß Gottes... Aber die Gewalt in Chiapas beginnt nicht mit dem Ausbruch des bewaffneten Konflikts am 1. Januar dieses Jahres.Die armen Einwohner dieses Staates, besonders die indigene Bevölkerung, fielen einer jahrhundertealten Geschichte von Ausplünderungen, Gewalttaten, Ausgrenzung und Morden zum Opfer. Das ist vielleicht der Grund, der die verzweifelten indigenen Gruppen veranlaßt, sich nun mit den Mitteln der bewaffneten Gegengewalt zu äußern. Darum muß unsere Ablehnung der Gewalt deren Wurzeln berücksichtigen, wenn sie gerecht sein soll. Die erste und grundlegende Gewalt, die man verurteilen muß, ist die strukturelle, sozialökonomisch-politisch-kulturelle Gewalt, deren Opfer die ethnischen Gruppen und Volksschichten in Chiapas und einem großen Teil des übrigen Staatsgebietes waren. Dieses nicht nachdrücklich zu betonen hieße, eine Sachlage zu ignorieren, die zu der gegenwärtigen Auseinandersetzung geführt hat.“

„Wir glauben, daß die Ereignisse in Chiapas ein Warnsignal für das nationale Gewissen in seiner Gesamtheit und eine Aufforderung sind, über die drohenden Gefahren bei der Fortsetzung einer Modernisierungspolitik nachzudenken, die einer an der Macht befindlichen Elite zugute kommt, während sie die Mehrheit der einheimischen Bevölkerung ausgrenzt. Sie sind auch ein Signal an die Regierung, den Weg zur Demokratie ernst zu nehmen.“